# Limenitis hulstii
Limenitis hulstii är en fjärilsart som beskrevs av Edwards. Limenitis hulstii ingår i släktet Limenitis och familjen praktfjärilar. Inga underarter finns listade i Catalogue of Life.